# Kuenburgia
Kuenburgia är ett släkte av tvåvingar. Kuenburgia ingår i familjen puckelflugor.
Kladogram enligt Catalogue of Life:
| Kuenburgia | \| \| Kuenburgia bifurcata \| \| \| \| \| \| Kuenburgia cochlearipalpis \| \| \| \| \| \| Kuenburgia vidua \| \| \| \| |
|            | \| \| Kuenburgia bifurcata \| \| \| \| \| \| Kuenburgia cochlearipalpis \| \| \| \| \| \| Kuenburgia vidua \| \| \| \| |
|            | Kuenburgia bifurcata                                                                                                   |
|            | |
|            | Kuenburgia cochlearipalpis                                                                                             |
|            | |
|            | Kuenburgia vidua |
|            | |